# Pseudaletis ugandae
Pseudaletis ugandae är en fjärilsart som beskrevs av Riley 1928. Pseudaletis ugandae ingår i släktet Pseudaletis och familjen juvelvingar. Inga underarter finns listade i Catalogue of Life.